# Francis Rodd (2e baron Rennell)
Pour les articles homonymes, voir Rodd.
Francis James Rennell Rodd (25 octobre 1895 - 15 mars 1978) est un officier de l'armée et le deuxième mais l'aîné des fils survivants du diplomate Rennell Rodd (1er baron Rennell). Il sert comme chef des affaires civiles sur le théâtre de guerre méditerranéen de 1941 à 1944.

## Carrière
Rodd fait ses études au Collège d'Eton et au Balliol College d'Oxford où il obtient une maîtrise ès arts ,.

### Première Guerre mondiale et service diplomatique
Pendant la Première Guerre mondiale, il sert dans l'artillerie et, puisqu'il parle couramment quatre langues, comme officier de renseignement en France, en Italie, en Afrique du Nord, en Égypte, en Libye, en Palestine et en Syrie. Alors qu'il est officier du renseignement en Égypte et en Palestine, il se lie d'amitié avec TE Lawrence, déclenchant sa passion pour l'exploration des paysages désertiques .
Rodd entre au service diplomatique en 1919 . Il aide son ami en 1919 lorsque ce dernier est grièvement blessé dans un accident d'avion après que le bombardier biplan Handley Page Type O dans lequel il voyageait s'est écrasé à l'aéroport de Roma-Centrocelle. Les deux pilotes sont tués mais Lawrence s'est miraculeusement échappé avec une omoplate cassée et deux côtes cassées . Ayant servi comme diplomate à Rome, Rodd peut faire en sorte que Lawrence se rétablisse à la résidence de son père à l'ambassade britannique là-bas .

### Banque d'Angleterre et carrière d'après-guerre
Après la guerre, et alors qu'il travaille toujours au ministère des Affaires étrangères, Rodd voyage deux fois dans le désert du Sahara central (1922) et écrit sur ses découvertes dans People of the Veil, travail qui remporte les éloges de la Royal Geographical Society. Après cette expédition, Rodd s'essaye à la fonction publique ,. Ne se sentant pas récompensé dans ce travail, Rodd démissionne du service en 1924 et rejoint la Banque d'Angleterre ,. Un deuxième voyage en 1927, avec son frère Peter Rodd et le futur explorateur de l'Arctique Augustine Courtauld lui vaut de recevoir la bourse Cuthbert Peake et la médaille des fondateurs de la Société en 1929. Cette même année, il est envoyé à Rome par le gouverneur de la banque, Montagu Norman, pour résoudre certains problèmes à la banque anglo-italienne et, par conséquent, Rodd a un certain nombre d'entretiens personnels avec Benito Mussolini. En novembre 1934, Montague demande alors à Rodd d'offrir à son ami, le colonel Lawrence, un poste de secrétaire de la banque . Dans une lettre à Rodd, Lawrence déclina poliment l'offre.
Après avoir quitté la Banque d'Angleterre, Rodd rejoint Morgan, Grenfell &amp; Co. où il devient directeur général. Il est également associé de Buckmaster &amp; Moore démissionnaire en 1929 .

### Seconde Guerre mondiale
En 1939, Rodd reprend du service dans l'armée et sert comme chef des affaires civiles, officier d'état-major du gouvernement militaire allié en Sicile et comme général de division, administration des affaires civiles, commandement du Moyen-Orient, commandement de l'Afrique de l'Est et Italie ,.
Pendant près d'un an à partir de juillet 1939, Rodd travaille pour le ministère de la Guerre économique - une organisation qu'il aide à créer. Il démissionne du ministère le 3 juin 1940 pour occuper un poste dans l'armée. Pendant la Seconde Guerre mondiale, il participe à l'invasion alliée de la Sicile en 1943  après quoi il sert comme major-général dans l'administration coloniale au Moyen-Orient, en Afrique de l'Est et en Italie . La mise en place d'autorités civiles et militaires dans les pays occupés pousse les opposants à accuser les Alliés de corruption. Lorsque le gouvernement militaire allié du territoire occupé est fusionné avec la Commission de contrôle alliée, il est suggéré que Rodd est trop proche des Italiens. Cependant, parce qu'il traite avec des territoires où presque tous les fonctionnaires faisaient partie du mouvement fasciste, il estime nécessaire de garder un certain nombre d'entre eux au pouvoir pour garder le contrôle. Après avoir employé les carabiniers en Sicile pour contrer une mafia croissante, il fait l'objet d'un examen plus minutieux .
Pendant son séjour en Italie, il poursuit l'objectif des Alliés de protéger les symboles physiques du pays; c'est-à-dire les œuvres d'art, les bâtiments, les bibliothèques et les monuments. Tout ce qu'il a appris à apprécier pendant son enfance à Rome, à la fois pendant que son père était ambassadeur et pendant qu'il y était diplomate dans les années 1920 .

### Carrière après la Seconde Guerre mondiale
Après la guerre, il est président de la Royal Geographical Society de 1945 à 1948 et joue un rôle important dans la mise en place de la société sur une base financière sûre . Il est également élu au conseil d'administration de British Overseas Airways Corporation (BOAC) 1954-1965 . À la mort de son père le 26 juillet 1941, il obtient le titre de 2e baron Rennell et devient actif en tant que pair libéral, passant sur les bancs conservateurs au début des années 1950. Il est également sous-lieutenant puis vice-lieutenant du Herefordshire .

## Vie privée
Rodd est un hameau près de Presteigne, à la frontière du Herefordshire (en Angleterre) et du Powys (au pays de Galles), et le siège du domaine « The Rodd », propriété de la famille Rodd à partir du XVIe siècle. Le manoir et le domaine ont cessé d'être la propriété de la famille Rodd à la mort de Bampfylde Rodd en 1725, mais Francis Rodd les rachète en 1925. À sa mort, ils demeurent la propriété de sa veuve Mary, qui les vend à l'artiste australien Sidney Nolan en 1981.
Le baron Rennell décède le 16 mars 1978 et est inhumé au cimetière de Presteigne au pays de Galles. Au sommet de sa pierre tombale, conçue par David Kindersley, il y a une image de la « croix d'Agadez ». Il s'agit d'une image touareg importante qui, selon Rodd, trouve probablement son origine dans le « Ankh », un symbole hiéroglyphique égyptien. Plus bas, il y a un mot tamasheq écrit en écriture traditionnelle tifinagh. Prononcé 'Al-har-as', cela reste une salutation, signifiant quelque chose comme 'Paix à vous'. Rodd l'a traduit par « Rien que de bon ».
Rodd épouse Mary Constance Vivian Smith, fille de Vivian Smith (1er baron Bicester) et Sybil Mary McDonnell (fille de William McDonnell, 6e comte d'Antrim), le 3 août 1928. Ensemble, ils ont quatre enfants :
- Joanna Phoebe Rodd (1929-2016), qui épouse le comte Gérard de Renusson d'Hauteville
- Juliet Honor Rodd (1930–), qui épouse Brian Boobbyer
- Mary Elizabeth Jill Rodd (1932–2020), qui épouse Michael Dunne (1928–2020) puis en secondes noces à Christopher Bridges Daniell.
- Rachel Georgiana Rodd (1935–), qui épouse Richard Douglas Blythe.

Ses enfants étant toutes des filles, c'est son neveu Tremayne Rodd, ancien joueur de l'équipe d'Écosse de rugby à XV, qui devient à sa mort le 3e baron Rennell et hérite de son siège à la Chambre des lords,.
Rodd est passionné par l'exploration et la géographie .

## Œuvres
- Rodd, Francis. (1932) Général William Eaton : L'échec d'une idée, Minton, Balch et compagnie.
- Rodd, Francis. (1926) Les gens du voile. Étant un récit des habitudes, de l'organisation et de l'histoire des tribus touareg errantes qui habitent les montagnes d'Air ou d'Asben au Sahara central, Londres, MacMillan & Co.
- Rodd, Francis. (1970) Administration militaire britannique des territoires occupés en Afrique pendant les années 1941-1947, Greenwood Press.